# Ридцек, Йоханнес
Йоханнес Ридцек (нем. Johannes Rydzek; род. 9 декабря 1991 года, Оберстдорф, Бавария) — немецкий двоеборец, двукратный олимпийский чемпион 2018 года, 7-кратный чемпион мира.
За карьеру завоевал 14 медалей на чемпионатах мира — 7 золотых, 6 серебряных и 1 бронзовую.

## Биография
В Кубке мира Ридцек  дебютировал в 2008 году, в марте 2011 года одержал свою первую победу на этапе.
На Олимпиаде-2010 в Ванкувере он выиграл бронзу в команде, кроме того стал 28-м в соревнованиях с нормального трамплина + 10 км.
На чемпионате мира 2011 года Ридзек стал обладателем трёх серебряных медалей.
В 2011 году признан лучшим молодым спортсменом Германии.
На Олимпийских играх в Сочи Ридцек выиграл серебро в команде, а также был восьмым в соревнованиях на большом трамплине + 10 км и шестым в соревнованиях на нормальном трамплине + 10 км.
Большой прорыв Ридцек совершил в сезоне 2014/2015. На чемпионате мире в Фалуне завоевал полный медальный комплект из двух золотых медалей, одной серебряной и одной бронзовой, среди них его первый личный титул - золотая медаль в гонке с нормального трамплина + 10 км. Йоханнес завершил сезон на третьем месте в общем зачёте.

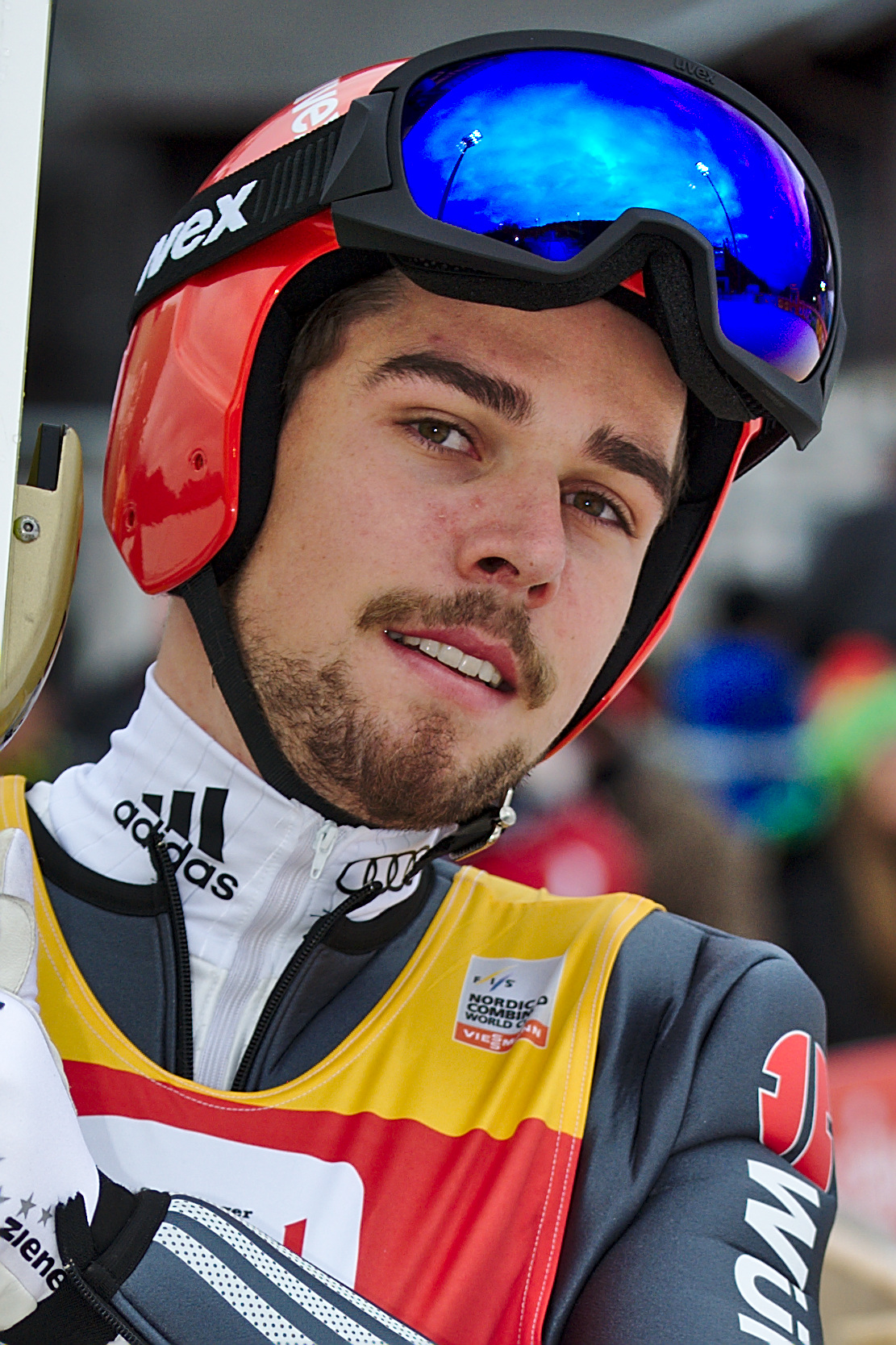
2016 год

В следующем сезоне 2015/2016 Йоханнес Ридцек выступал менее удачно, на протяжении долгого времени он не мог достичь хорошего результата. При хорошей прыжковой части он проигрывал на трассе, или наоборот. Он одержал единственную победу в сезоне в финском Куопио. Немец остался лишь пятым в зачёте Кубка мира.
Сезон 2016/2017 стал невероятным прорывом для Йоханнеса Ридцека. Он одержал победу в первой гонке сезона и не стал на этом останавливаться. За восемь этапов немец одержал восемь побед и оставался на подиуме практически каждую гонку. Благодаря отличным результатам Ридцек мог побороться за Кубок мира. На Чемпионате мира в Лахти Йоханнес являлся одним из главных фаворитов на все гонки, его главным соперником был Эрик Френцель,который является лучшим двоеборцем уже на протяжении четырёх лет. Ридцек стал королём турнира, одержав победы в каждой гонке и собрав все четыре золотые медали,включая командный спринт, где он выступал с Эриком Френцелем. К этому времени Йоханнес уже лидировал в общем зачёте Кубка мира, он выглядел предпочтительнее в каждой гонке,чем его напарник по команде Френцель. Но ключевым и драматичным моментом всего сезона стала предпоследняя гонка в Шонахе, в которой борьба на финише между Ридцеком и Френцелем закончилась победой второго из-за падения Йоханнеса. Победа соперника позволила тому создать небольшое преимущество в общем зачёте. Исход сезона решался в заключительной гонке, где Йоханнес стал лишь девятым, а Эрик Френцель победил. Таким образом, Ридцек остался на втором месте в общем зачёте Кубка мира.
Сезон 2017/18 прошел с переменным успехом. В Кубке мира побороться за победу не получилось. Ридцек занял 4-е место по итогам сезона. Зато на Олимпийских играх в Пхёнчахне Ридцек завоевал два золота — в гонке на 10 км после прыжка с большого трамплина и в эстафете.
Сезон 2018/19, где пик формы не всегда удается удержать. В Кубке мира началась эра Риибера из Норвегии. На чемпионате мира в Зефельде Ридцек завоевал серебро в эстафете.
Сезон 2019/20 прошел еще хуже. Он так и не вышел на свой уровень. По итогам кубка занял далекое 14-е место.
На Олимпийских играх 2022 года занял пятое место в гонке на 10 км после прыжка с нормального трамплина, а также 28-е место в гонке на 10 км после прыжка с большого трамплина. В эстафете, где немцы заняли второе место, не выступал.
На чемпионате мира 2023 года в Планице завоевал серебро в эстафете.
30 ноября 2024 года в финской Руке впервые за 5 с лишним лет выиграл этап Кубка мира в личной дисциплине.
На чемпионате мира 2025 года в Тронхейме впервые за 8 лет выиграл золото, победив в эстафете. Ридцек стал 7-кратным чемпионом мира. В Кубке мира 10-й раз в карьере закончил сезон в топ-10 общего зачёта, на этот раз на 9-м месте.
Ридцек использует лыжи производства фирмы Fischer.

## Результаты на крупнейших соревонваниях

### Чемпионаты мира по лыжным видам спорта
14 медалей (7 золотых, 6 серебряных, 1 бронзовая)
| Чемпионаты мира     | Норм. трамплин/ 7,5 км | Большой трамплин/ 10 км | Норм. трамплин / эстафета | Большой трамплин / эстафета | Командный спринт | Смешанная эстафета |
| ------------------- | ---------------------- | ----------------------- | ------------------------- | --------------------------- | ---------------- | ------------------ |
| 2011 Осло           | 4                      | 2                       | 2                         | 2                           | н/д              | н/д                |
| 2013 Валь-ди-Фьемме | 30                     | 10                      | —                         | н/д                         | —                | н/д                |
| 2015 Фалун          | 1                      | 3                       | 1                         | н/д                         | 2                | н/д                |
| 2017 Лахти          | 1                      | 1                       | 1                         | н/д                         | 1                | н/д                |
| 2019 Зефельд        | 8                      | 9                       | 2                         | н/д                         | —                | н/д                |
| 2021 Оберстдорф     | 28                     | 17                      | —                         | н/д                         | —                | н/д                |
| 2023 Планица        | —                      | 16                      | н/д                       | 2                           | н/д              | —                  |
| 2025 Тронхейм       | 7                      | 14                      | н/д                       | 1                           | н/д              | —                  |